# 힌터라인강
힌터라인강(독일어: Hinterrhein, Posterior Rhine)은 라인강의 초기 두 지류 중 하나이다.(길이가 짧지만, 부피가 더 큼) 힌터라인 마을에서 흐르는 스위스 그라우뷘덴주 산베르나르디노 고개 근처 라인발트 계곡을 지나 로플라슬루트(Roflaschlucht)라는 협곡으로 들어간다. 이 협곡에서 같은 크기의 지류인 아버스 라인은 깊은 발 페레라(Val Ferrera)와 매우 외딴 알프스 아버스(Avers)와 이탈리아 영토의 벨르 디 레이(Valle di Lei) 옆 계곡에서 물을 추가한다. 로플라 협곡 이후 계곡은 슈캄스(Schams)라고 불리는 부분으로 확장된다. 그런 다음 힌터라인은 안데어(Andeer)에 도달한 후 투시스 직전의 또 다른 협곡인 비아말라(Viamala)를 통과한다. 이제 약간 더 큰 볼륨의 또 다른 지류는 란트바서로 힌터라인에 도달하며, 일반적으로 다보스로 알려진 계곡 시스템을 배수하며 알불라 고개에서 오는 알불라강을 통해 합류한다. 알불라강의 또 다른 큰 지류는 율리어 고개 지역인 겔기아(Gelgia)이다. 돔레시크(Domleschg)라는 계곡을 통해 로텐브루넨으로 흘러간 후, 강은 라이헤나우에서 포르더라인과 합류하기 전에 레췬스 근처의 범람원 이슬라 벨라(Isla Bella)에서 다시 문명으로부터 홀로 남겨진다.
힌터라인을 따라 여행하는 것의 중요성에 대해 배우기 위해, 투지스에서 스플뤼겐까지 강을 따라 여러 날 트레킹 경로 표지판이 표시되어 있다. 이곳에서 남쪽으로 방향을 틀면 이탈리아로 향하는 역사적으로 중요한 통과 경로인 스플뤼겐 고개가 있다. 현재 겨울에는 스플뤼겐 고개를 가로지르는 차량이 없지만, 오랜 경쟁자인 산베르나르디노 고개를 가로지르는 경로는 1967년에 긴 산베르나르디노 도로 터널을 제공하여 일년내내 도로를 개방할 수 있었다.